# Nordisk familjebok
El Nordisk familjebok és una enciclopèdia sueca publicada entre 1876 i 1957. La primera edició es va publicar en 20 volums entre 1876 i 1899 i és coneguda com a «edició Iðunn», a causa de la imatge d'un Iðunn a la coberta.

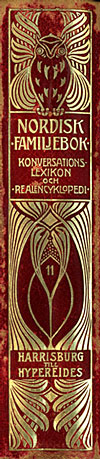
Llom del volum 11 «Harrisburg-Hypereides» del Nordisk familjebok

La segona edició es va publicar entre 1904 i 1926 en 38 volums, esdevenint l'enciclopèdia més completa en suec. Aquesta edició s'anomena comunament Uggleupplagan («edició del mussol»), per la imatge que porta a la coberta. Se'n van publicar dues edicions suplementàries abans de 1957. Les tres primeres versions pertanyen ara al domini públic.
Durant els anys noranta la Universitat de Linköping va començar el projecte Runeberg (Projekt Runeberg) per tal d'establir còpies digitals de publicacions nòrdiques antigues, semblantment al projecte Gutenberg per a la literatura anglesa. L'any 2001 la tecnologia era prou bona com per permetre l'escaneig complet de les 45.000 pàgines del Nordisk familjebok, amb reconeixement òptic dels caràcters. És accessible al públic al web Runeberg.

Logo de la 1a edició (1876-1899), amb l'Iðunn.
Logo de l'edició del Mussol (1904-1926)